# Morningside (Maryland)
Pour les articles homonymes, voir Morningside.
La ville de Morningside est située dans le comté du Prince George, dans l’État du Maryland, aux États-Unis. Sa population s’élevait à 1 240 habitants lors du recensement de 2020.